# Pedrocortesella parva
Pedrocortesella parva är en kvalsterart som beskrevs av Pletzen 1963. Pedrocortesella parva ingår i släktet Pedrocortesella och familjen Licnodamaeidae. Inga underarter finns listade i Catalogue of Life.